# Духа, Аззедин
Аззедин Духа (5 августа 1986, Шеттиа, Эш-Шелифф, Алжир) — алжирский футболист, вратарь клуба «Белуиздад». Выступал за сборную Алжира.

## Карьера

### Клубная
Начал заниматься футболом в молодёжных командах клуба «АСО Шлеф». За основной состав клуба провёл два матча, и не закрепившись в основе клуба, перешёл в команду второго дивизиона Алжира «ЖСМ Тиарет», затем играл за другой клуб второго дивизиона — «МО Беджая».
В 2008 году вернулся в высший дивизион Алжира, подписав контракт со столичным «МК Алжир», сыграл за клуб лишь 3 матча.
В августе 2009 года, Духа находился на просмотре в португальском клубе «Витория» из Сетубала. Но контракт подписан не был.
С февраля 2010 года выступал за клуб высшего дивизиона Алжира «УСМ Эль-Хараш», за который сыграл более 100 матчей, был основным вратарём клуба. В сезоне 2010/11 стал финалистом Кубка страны, а в сезоне 2012/13 помог команде стать серебряным призёром чемпионата, отстояв «на ноль» 11 матчей. В 2012 году стал капитаном команды.
После сезона 2013/14 у Аззедина Духа закончился контракт с «Эль-Харашем», его кандидатуру рассматривала португальская «Брага», но переход не состоялся. Позднее стало известно, что Духа подписал 2-летний контракт с клубом «ЖС Кабилия».

### В сборной
28 декабря 2010 года Духа дебютировал за сборную игроков национального чемпионата Алжира в товарищеском матче со сборной Чада. Матч закончился 3:1, победу праздновали алжирцы. В составе этой команды принимал участие в Чемпионате африканских наций 2011 года.
14 мая 2011 года Духа впервые призван в главную сборную страны, для матча против марокканцев, случилось это в рамках отборочного турнира на КАФ 2012, в той игре он остался в запасе.
Первый матч за национальную сборную сыграл 12 ноября 2011 года, выйдя на замену в перерыве товарищеского матча с Тунисом.
В январе 2013 года был включён в состав сборной для участия в финальном турнире Кубка африканских наций 2013, в котором ни разу не вышел на поле.
| Матчи за сборную Алжира | Матчи за сборную Алжира | Матчи за сборную Алжира | Матчи за сборную Алжира | Матчи за сборную Алжира | Матчи за сборную Алжира | Матчи за сборную Алжира |
| ----------------------- | ----------------------- | ----------------------- | ----------------------- | ----------------------- | ----------------------- | ----------------------- |
| №                       | Дата                    | Соперник                | Счёт                    | Минуты                  | Голы                    | Соревнование            |
| 1                       | 12 ноября 2011          | Тунис                   | 1:0                     | 45                      | -0                      | Товарищеский матч       |
| 2                       | 14 ноября 2012          | Босния и Герцеговина    | 0:1                     | 90                      | -1                      | Товарищеский матч       |
| 3                       | 2 июня 2013             | Буркина-Фасо            | 2:0                     | 46                      | -0                      | Товарищеский матч       |
| 4                       | 14 августа 2013         | Гвинея                  | 2:2                     | 90                      | -2                      | Товарищеский матч       |

## Достижения
УСМ Эль-Хараш
- Финалист Кубка Алжира: 2010/11

Сборная Алжира
- Победитель Кубка африканских наций: 2019